# 郭彦
郭 彦（かく げん、生年不詳 - 569年）は、中国の西魏・北周の軍人・政治家。本貫は太原郡陽曲県。

## 経歴
郭胤の子として生まれた。宇文泰が雍州に入ると、郭彦は召されて西曹書佐となった。まもなく開府儀同主簿に任じられ、司空記室・太尉府属に転じ、虞部郎中となった。546年、帥都督・持節・平東将軍に任じられ、竜門県子に封ぜられた。大都督に進み、車騎大将軍・儀同三司・司農卿に転じた。岷州の羌の首長の傍乞鉄怱と鄭五醜らが西魏に叛くと、郭彦は宇文貴の下で乱の平定にあたった。554年、兵部尚書に任じられた。于謹の下で南征して江陵を攻撃した。驃騎大将軍・開府儀同三司に進み、爵位は伯となった。556年、六官が建てられると、民部中大夫の位を受けた。
557年、北周が建国されると、郭彦は澧州刺史として出向した。少数民族に農耕を奨励し、遊猟を禁止して、澧州の倉廩は充実した。
ときに北斉の南安城主の馮顕がひそかに北周に使者を送って降伏の意志を伝えてきたが、馮顕の部下はそのことを知らないままだった。宇文貴は郭彦に兵を率いさせて対応させた。馮顕は食糧輸送を命じられて部下を率いて南下した。郭彦はその通り道をさえぎり、馮顕はこれを機に脱出してきたが、馮顕の部下たちは従わず抗戦した。郭彦はかれらを討って捕らえた。南安は無防備となったので、郭彦は軍を率いて襲うこととした。馮顕の外兵参軍の鄒紹がすでに郭彦に捕らえられていたが、かれが先導となった。郭彦の軍が夜間に南安城下に到着すると、鄒紹にいつわって馮顕が帰ってきたと言わせた。門番が開門したので、郭彦が兵を率いて城内に入り、南安城を占拠した。捕虜は3000人あまりにおよび、功績により郭彦の爵位は懐徳県公に進んだ。まもなく東道大使となり、民衆の風俗を巡察した。蒲州総管府長史となり、召還されて工部中大夫となった。
564年、宇文護が北斉を討つと、郭彦は尉遅迥の下で洛陽を攻撃した。尉遅迥は郭彦と権景宣に南方の汝潁に進出させた。豫州を攻撃して、刺史の王士良を下した。郭彦はそのまま豫州に駐屯した。まもなく北周軍が洛陽から撤退すると、郭彦も豫州を放棄した。純州刺史の樊舎が死去して、その地が騒然となると、郭彦が派遣されて純州の官吏や民衆たちをなだめ、治安を回復させた。
566年、益州総管府長史に任じられ、隴右総管府長史に転じた。569年、在官のまま死去した。小司空・宜敷丹三州刺史の位を追贈された。

## 伝記資料
- 『周書』巻37 列伝第29
- 『北史』巻70 列伝第58